# Hexoplon lucidum
Hexoplon lucidum là một loài bọ cánh cứng trong họ Cerambycidae.